# Мособлэлектротранс
МУП «Коломенский трамвай» (до 2022 года — ГУП МО «Мособлэлектротранс») — предприятие, заведующее трамвайным хозяйством подмосковного города Коломна.

## История
- с 1948 года — Коломенское трамвайное хозяйство
- с 1989 года — Производственное объединение «Мособлэлектротранс» (ПО «Мособлэлектротранс»)
- с 1995 года — Государственное предприятие «Мособлэлектротранс» (ГП «Мособлэлектротранс»)
- с 2001 года — Государственное унитарное предприятие Московской области «Мособлэлектротранс» (ГУП МО «Мособлэлектротранс»)

Основано 5 ноября 1948 года как Коломенское трамвайное хозяйство, созданное в рамках запуска системы трамвайного движения в Коломне. 31 января 1989 года администрация Московской области вынесла постановление об учреждении на базе Коломенского трамвайного хозяйства Производственного объединения «Мособлэлектротранс» (ПО «Мособлэлектротранс»). Задачей предприятия стала эксплуатация и развитие коломенской и ногинской трамвайных систем.
В апреле 1997 года «Мособлэлектротранс» открыл троллейбусное движение в Химках. 9 сентября 2000 года запущена троллейбусная сеть в Видном. 1 мая 2001 года начал ходить троллейбус в Подольске. Однако позже новые троллейбусные системы перешли под управление местных муниципальных предприятий (МУП «Химкиэлектротранс», МУП «Видновский троллейбусный парк» и МУП «Подольский троллейбус», соответственно) и под управлением «Мособлэлектротранса» остались только трамвайные системы Коломны и Ногинска.
В 2011 году Ногинский трамвай был передан на баланс муниципального образования г. Ногинск, где через год после этого окончательно закрылся, в результате чего в управлении «Мособлэлектротранса» остался коломенский трамвай.
С 1994 года по 2010 год генеральным директором был Михаил Фарберов. 31 марта 2010 года предприятие возглавил его сын Артур Михайлович Фарберов.
С 1 декабря 2022 года предприятие переведено в муниципальную собственность и получило наименование МУП «Коломенский трамвай».